# Ivan Žagar (politik)
Ivan Žagar, slovenski inženir in politik, * 12. januar 1962, Maribor.
Žagar je doc. dr. strojništva in nekdanji minister za lokalno samoupravo in regionalno politiko in aktualni župan Občine Slovenska Bistrica. Funkcijo je že opravljal med letoma 1994 in 2004.

## Življenjepis
Žagar je osnovno šolo obiskoval na Spodnji Polskavi ter nadaljeval šolanje na srednji tehniški šoli v Mariboru. Leta 1981 se je vpisal na Tehniško fakulteto Univerze v Mariboru, 1986 diplomiral ter se na omenjeni fakulteti še isto leto zaposlil kot mladi raziskovalec, postal 1988 asistent, 1992 tam doktoriral in postal 1993 docent na Tehniški fakulteti v Mariboru. Izpopolnjeval se je tudi na Paul Sherer Institutu v Švici in Wesssex Institute of Tehnology v Združenem kraljestvu.

### Politika
Leta 1994 je bil je bil izvoljen za župana občine Slovenska Bistrica, ki jo je vodil do leta 2004. Leta 2003 je bil izvoljen za člana Izvršilnega odbora Slovenske ljudske stranke, v kateri je tudi vseskozi aktiven. 16. decembra 2004 je v Državnem zboru Republike Slovenije prisegel kot minister za lokalno samoupravo in regionalno politiko v 8. vladi Republike Slovenije. Minister je ostal do konca mandata leta 2008. 24. oktobra 2010 je bil po skoraj šestih letih ponovno izvoljen za župana Slovenske Bistrice.